# Kochanovce (Humenné)
|  | No s'ha de confondre amb Kochanovce (Bardejov). |

Kochanovce és un poble i municipi d'Eslovàquia. Es troba a la regió de Prešov, al nord del país.

## Història
La primera referència escrita de la vila data del 1543.

## Demografia
| Godina             | 1994 | 2004    | 2014   | 2024   |
| ------------------ | ---- | ------- | ------ | ------ |
| Nombre de persones | 651  | 745     | 792    | 735    |
| Diferència         |      | +14,43% | +6,30% | −7,19% |

| Godina             | 2023 | 2024   |
| ------------------ | ---- | ------ |
| Nombre de persones | 731  | 735    |
| Diferència         |      | +0,54% |